# Ruellia bourgaei
Ruellia bourgaei är en akantusväxtart som beskrevs av William Botting Hemsley. Ruellia bourgaei ingår i släktet Ruellia och familjen akantusväxter. Inga underarter finns listade i Catalogue of Life.